# ОПЭ2
ОПЭ2 (Однофазный, Промышленный Электровоз, тип 2-й) — тяговый агрегат, состоящий из промышленного электровоза и двух моторных думпкаров. Предназначен для работы на железных дорогах открытых горных разработок, электрифицированных на однофазном переменном токе промышленной частоты 50 Гц при напряжении в контактной сети 10 кВ. Тяговые агрегаты выпускались Днепропетровским электровозостроительным заводом с 1972 по 1976 годы. Впоследствии завод стал выпускать аналогичные тяговые агрегаты ОПЭ1А, имеющие вместо одного из моторных думпкаров дизельную секцию.

## Общая информация

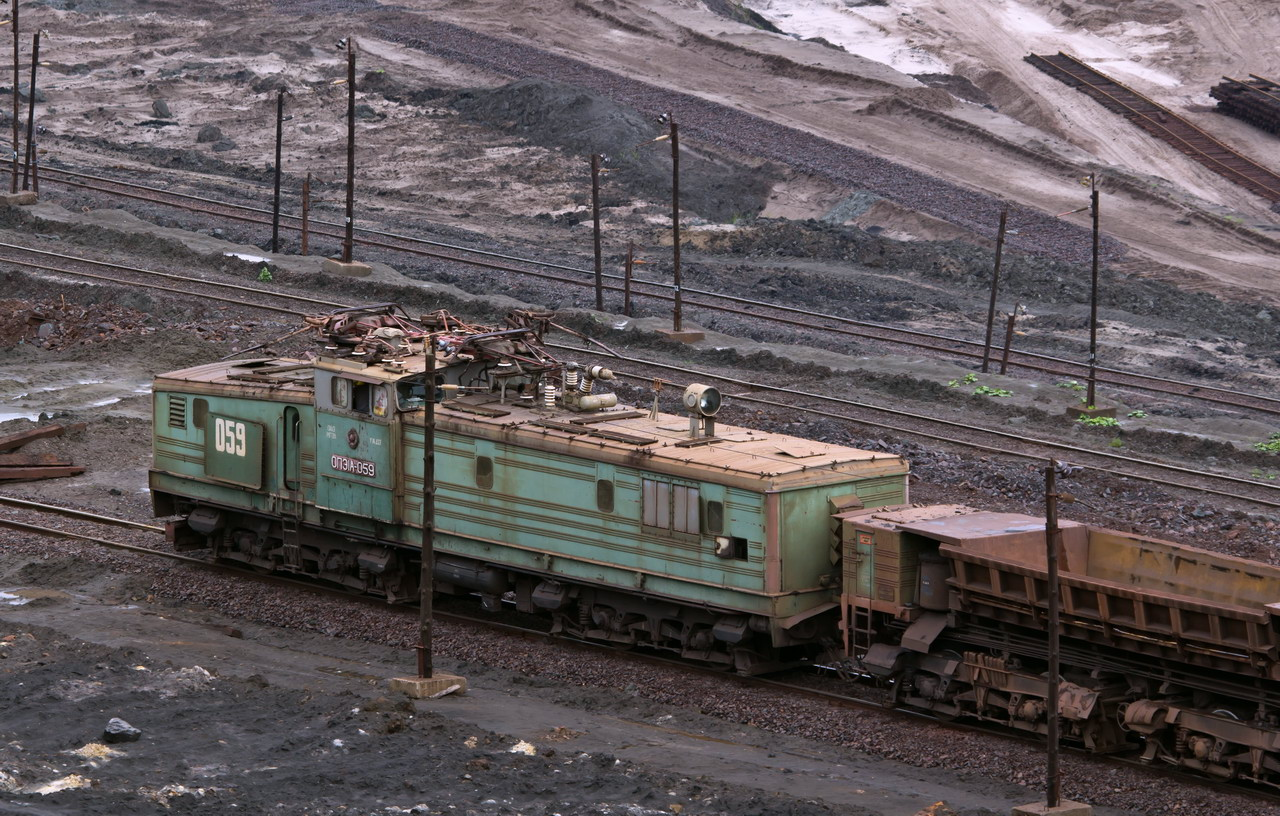
Электровоз управления ОПЭ1А, конструктивно аналогичный ОПЭ2

Тяговый агрегат базовой составности формируется из электровоза управления и двух моторных думпкаров. При необходимости электровоз управления может эксплуатироваться в одиночку или с одним моторным думпкаром. Думпкары унифицированы с моторными думпкарами тяговых агрегатов ПЭ2М постоянного тока.
Основные параметры для тягового агрегата ОПЭ2, состоящего из электровоза управления и двух моторных думпкаров:
- сцепная масса — 372±11 т, в том числе:
  - масса электровоза — 124±3,6 т
  - масса гружёных думпкаров — 2 x (124±3,7) т
  - масса порожних думпкаров — 2 x (79±3,7) т
- длина по осям автосцепок — 50692 мм, в том числе:
  - длина электровоза — 19032 мм
  - длина думпкаров — 2 x 15830 мм
- напряжение и род тока — 10 кВ переменного тока частоты 50 Гц
- общая часовая мощность ТЭД — 5325 кВт;
- конструкционная скорость — 65 км/ч;
- нагрузка на ось — 31 тс;
- минимальный радиус проходимых кривых — 80 м.

## Конструкция

### Механическое оборудование

#### Кузов
Кузов электровоза управления тяговых агрегатов ОПЭ2 и ОПЭ1А сконструирован на основе кузова электровозов тяговых агрегатов постоянного тока серий ПЭ2 и ПЭ2М с незначительными отличиями, обусловленными внешней формой, размерами и бо́льшим весом электрического оборудования. Кузов имеет раму, состоящую из двух продольных балок, связанных между собой двумя шкворневыми балками, буферными брусьями, подкабинными балками и балками для установки оборудования. Кабина машиниста двухсторонняя, расположена асимметрично в средней части кузова ближе к передней стороне агрегата и сделана шире капотных частей кузова. Кузов опирается на две двухосные тележки через центральные плоские опоры, а со стороны буферных брусьев — через боковые опоры с резиновыми конусами (четыре на электровоз).

#### Тележки
Тележки унифицированы с тележками агрегатов ПЭ2 и ПЭ2М. Рамы тележек сварены из листовой стали и состоят каждая из двух боковин, шкворневого и двух концевых брусьев. К буксам бесчелюстного типа подвешены балансиры, на которые через цилиндрические пружины опирается с одной стороны рама тележки, а с другой — листовая рессора-балансир. Рама тележки опирается также на средние части рессор-балансиров. Зубчатая передача от тяговых электродвигателей двусторонняя, жесткая, косозубая; передаточное число составляет 91:17 = 5,353. Диаметр колес составляет 1250 мм. Каждая тележка имеет по два тормозных цилиндра диаметром 10 дюймов. Цилиндр действует на четыре колодки одной стороны тележки (нажатие колодок на колеса двустороннее). Тележка оборудована также двумя рельсовыми электромагнитными тормозами, башмаки которых опускаются при экстренном торможении под действием поршней пневматических цилиндров.

### Электрооборудование
Вся основная электрическая аппаратура расположена внутри кузова под капотами электровоза управления, преимущественно под большим капотом в задней части электровоза.

#### Крышевое оборудование
На крыше кабины электровоза расположены токоприёмники двух типов — основные пантографные ТЛ-14М для токосъёма с верхнего контактного провода и боковые ТБ-2М для токосъёма с бокового провода в местах погрузки. На большом капоте над трансформатором установлен однополюсный воздушный выключатель типа ВОВ-10/1000, используемый как главный выключатель для оперативных и аварийных отключений электрооборудования агрегата.

#### Преобразователи энергии
На электровозе установлен трансформатор ОДЦЭ-8000/10 массой 9000 кг и номинальной мощностью 7338 киловольт-ампер. Две тяговые обмотки, каждая из которых разделена на четыре секции, рассчитаны на номинальное напряжение 1900 В, обмотки собственных нужд — на напряжения 250, 400 и 625 В. Для бестокового переключения вторичной обмотки силового трансформатора служит расположенный над ним главный контроллер ЭКГ-21Д. Две выпрямительные преобразовательные установки ВПБ-6000-У2 с диодами В2-320 и тиристорами Т2-320 позволяют плавно менять выпрямленное напряжение с помощью блока управления БУ39Д.

#### Тяговые электродвигатели
На электровозе и моторных думпкарах установлены такие же, как на агрегате ПЭ2М, четырехполюсные тяговые электродвигатели ДТ-9Н. Установленные на электровозах управления и думпкарах тяговые электродвигатели ДТ-9Н четырехполюсные, помимо добавочных полюсов, имеют компенсационные обмотки. Обмотки полюсов тяговых электродвигателей имеют изоляцию класса F, обмотки якоря и компенсационная — класса В. Масса электродвигателя 4600 кг, расход охлаждающего воздуха 95 м³/мин. Так как на агрегате ОПЭ2 эти двигатели работают на пульсирующем токе и с возбуждением 98%, их параметры несколько изменились по сравнению с ПЭ2М. При напряжении на зажимах 1500 В в часовом режиме мощность электродвигателя составляет 455 кВт при токе 330 ампер и частоте вращения 665 оборотов в минуту; в продолжительном — 418 кВт при токе 300 ампер и частоте 685 об/мин.

#### Электрическое торможение
На тяговых агрегатах ОПЭ2 применяется наряду с магниторельсовым применяется реостатное торможение, для гашения энергии при реостатном торможении устанавливается блок тормозных резисторов БТР-170Д, который максимально унифицирован с устанавливаемом на тяговых агрегатах постоянного тока ПЭ2М блоком пуско-тормозных резисторов БПРТ-200Д и отличается от него количеством секций. Поскольку на электровозах переменного тока существует возможность бестокового регулирования напряжения на тяговых электродвигателях за счёт переключения обмоток трансформатора, по сравнению с электровозами постоянного тока ПЭ2 резисторы в качестве пусковых не используются.

#### Вспомогательные машины
На тяговом агрегате ОПЭ2 установлены два мотор-компрессора, четыре мотор-вентилятора для охлаждения тормозных резисторов и шесть мотор-вентиляторов для охлаждения тяговых электродвигателей. Мотор-компрессор состоит из электродвигателя пульсирующего тока ДТ-53 (мощность — 50 кВт, напряжение — 550 В, ток — 105 А, частота вращения — 800 об/мин) и компрессора КТ-6Эл. Вентиляторы охлаждения тормозных резисторов приводятся электродвигателями пульсирующего тока ЭТВ-20М2, как и на тяговых агрегатах ПЭ2; вентиляторы тяговых электродвигателей — асинхронными трехфазными электродвигателями АЭ-92-4, используемыми также на тяговых агрегатах ОПЭ1 и некоторых магистральных электровозах переменного тока.

#### Управление
Управление тяговым агрегатом осуществляется из кабины машиниста электровоза управления. Электрические схемы тягового агрегата позволяют в необходимых случаях электровозу управления работать самостоятельно или с одним моторным думпкаром. Для управления электровозом служит контроллер машиниста КМЭ-8Д с главным и реверсивным переключателями. Главный переключатель, приводимый штурвалом на пульте машиниста, имеет девять фиксированных позиций от 0 до 8, соответствующих началу или концу одной из четырёх зон регулирования напряжения. При повороте штурвала от начала к концу зоны напряжение на тяговых электродвигателях плавно увеличивается.